# چن جینچو
چن جینچو (انگلیسی: Chen Jinchu؛ زادهٔ ۳ اوت ۱۹۵۷) شمشیرباز اهل چین بود. وی در بازی‌های المپیک تابستانی ۱۹۸۴ شرکت کرده‌است.